# Törpeoposszumok
A törpeoposszumok az emlősök (Mammalia) osztályba, az elevenszülő emlősök (Theria) alosztályába és az erszényesek (Metatheria) alosztályágába tartozó törpeoposszum-alakúak (Microbiotheria) rendjét, és az abba tartozó  egyetlen családot, a törpeoposszum-félék (Microbiotheriidae) családját jelenti. Egy élő nem egy élő faja tartozik ide.

## Rendszerezés
A családba az egy élő nemet, és további öt kihalt nemet sorolnak.
- Dromiciops – Thomas, 1894 – 1 faj
  - törpeoposszum (Dromiciops gliroides)
- Kihalt nemek
  - †Eomicrobiotherium
  - †Ideodelphys
  - †Khasia
  - †Mirandatherium
  - †Pitheculus